# 의혹의 함정
《의혹의 함정》(영어: Guilty as Sin)은 미국에서 제작된 시드니 루멧 감독의 1993년 법정 스릴러 영화이다. 리베카 더모네이, 돈 존슨 등이 출연하였고, 마틴 랜저호프 등이 제작에 참여하였다.

## 출연진
- 리베카 더모네이
- 돈 존슨
- 스티븐 랭
- 데이나 아이비
- 잭 워든
- 루이스 구스만

## 기타 제작진
- 배역: 린 스톨매스터
- 미술: 필립 로젠버그
- 의상: 게리 존스